# Alf Alfer
Alf Alfer, född 20 september 1909 i Stockholm, död 16 februari 1965 i New York, var en svensk violinist och sångare (tenor). 

## Biografi
Alfer räknades som ett musikaliskt underbarn och kunde tolka noter innan han kunde läsa. Han bildade sin första egna orkester när han var 15 år. Han vidareutbildade sig i sång för Joseph Hislop. Han studerade även violin för T. Pousard och Ernst Törnqvist.
I början av 1930-talet var han förste tenor i Kvartetten Synkopen och medlem i orkestern Tobis and his Gauchos. Under 1930-talet framförde han främst populärmusik i folkparkerna och i radio. Från 1942 även oratoriesångare, där han var mycket uppskattad i evangelistens parti i Bachs passioner.

## Filmografi
- 1939 – Adolf i eld och lågor